# Spathiulus elegantulus
Spathiulus elegantulus är en mångfotingart som beskrevs av Ottis Robert Causey 1950. Spathiulus elegantulus ingår i släktet Spathiulus och familjen Parajulidae. Inga underarter finns listade i Catalogue of Life.